# Pycnoglypta lurida
Pycnoglypta lurida är en skalbaggsart som först beskrevs av Leonard Gyllenhaal 1813.  Pycnoglypta lurida ingår i släktet Pycnoglypta, och familjen kortvingar. Arten är reproducerande i Sverige.